# British Touring Car Championship 2007

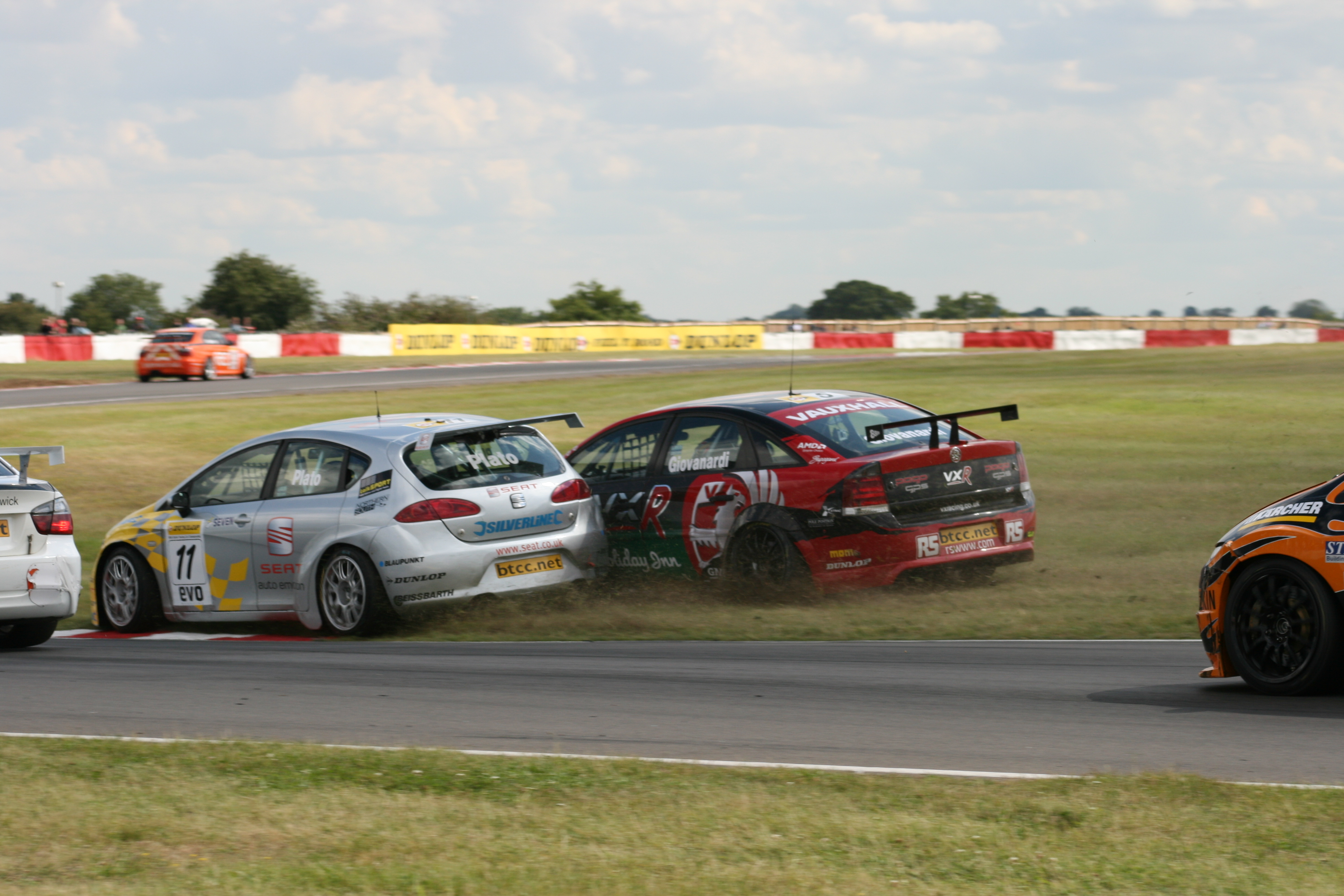
Fabrizio Giovanardi och Jason Plato var huvudkombattanterna i kampen om förarmästerskapet. När säsongen var över stod Giovanardi som mästare med en marginal på endast tre poäng. Här är de båda i hård kamp på Snetterton Motor Racing Circuit.

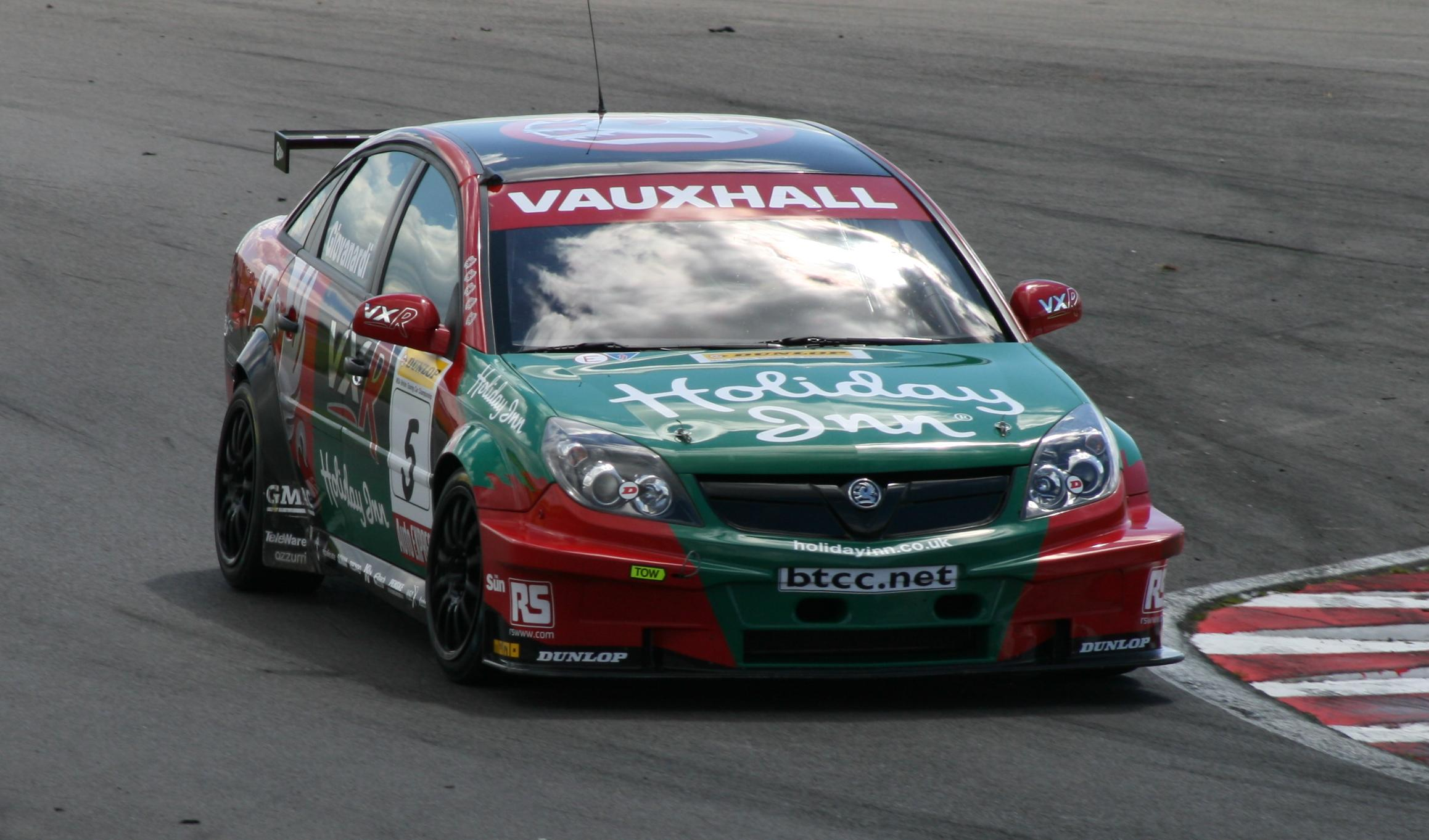
Fabrizio Giovanardi vann förarmästerskapet.

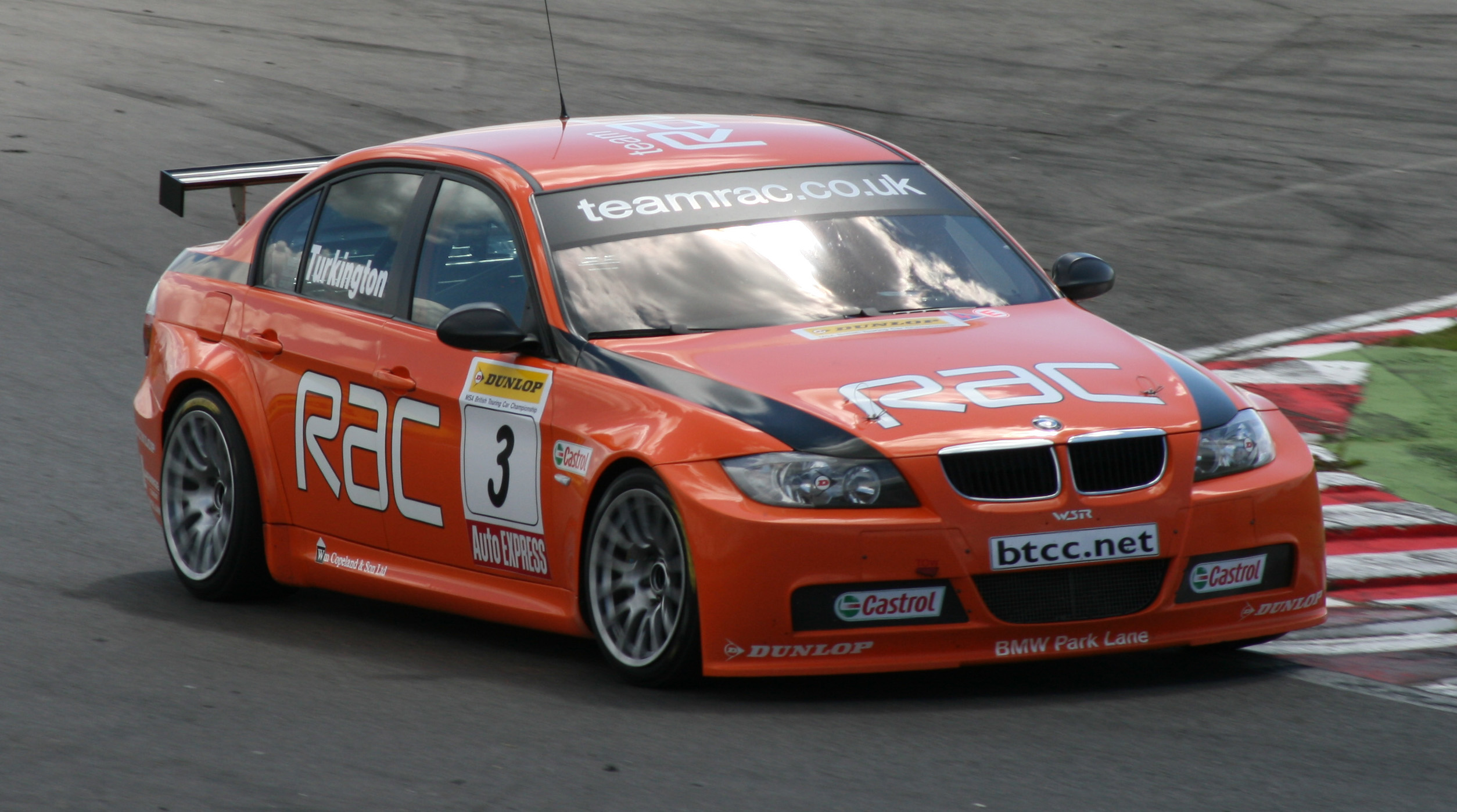
Colin Turkington vann privatförarcupen.

Dunlop MSA British Touring Car Championship 2006 var den 50:e säsongen av det brittiska standardvagnsmästerskapet, British Touring Car Championship. Säsongen kördes över 30 race, fördelade på 10 tävlingshelger. Förarmästerskapet vanns av Fabrizio Giovanardi i en Vauxhall Vectra för VX Racing. Colin Turkington vann privatförarcupen för Team RAC, vilka även tog hem privatteamscupen. Vauxhall blev märkesmästare och SEAT Sport UK vann teammästerskapet.

## Tävlingskalender
| Datum           | Bana                            | Segrare (Race 1)    | Märke    | Segrare (Race 2)    | Märke    | Segrare (Race 3)    | Märke    |
| --------------- | ------------------------------- | ------------------- | -------- | ------------------- | -------- | ------------------- | -------- |
| 31 mars-1 april | Brands Hatch                    | Jason Plato         | SEAT     | Jason Plato         | SEAT     | Matt Neal           | Honda    |
| 21-22 april     | Rockingham Motor Speedway       | Fabrizio Giovanardi | Vauxhall | Fabrizio Giovanardi | Vauxhall | Jason Plato         | SEAT     |
| 5-6 maj         | Thruxton Circuit                | Fabrizio Giovanardi | Vauxhall | Fabrizio Giovanardi | Vauxhall | Jason Plato         | SEAT     |
| 2-3 juni        | Croft Circuit                   | Colin Turkington    | BMW      | Darren Turner       | SEAT     | Fabrizio Giovanardi | Vauxhall |
| 23-24 juni      | Oulton Park                     | Gordon Shedden      | Honda    | Colin Turkington    | BMW      | Mat Jackson         | BMW      |
| 14-15 juli      | Donington Park                  | Gordon Shedden      | Honda    | Jason Plato         | SEAT     | Jason Plato         | SEAT     |
| 28-29 juli      | Snetterton Motor Racing Circuit | Gordon Shedden      | Honda    | Fabrizio Giovanardi | Vauxhall | Tom Onslow-Cole     | BMW      |
| 18-19 augusti   | Brands Hatch                    | Fabrizio Giovanardi | Vauxhall | Fabrizio Giovanardi | Vauxhall | Colin Turkington    | BMW      |
| 1-2 september   | Knockhill Racing Circuit        | Darren Turner       | SEAT     | Darren Turner       | SEAT     | Gordon Shedden      | Honda    |
| 13-14 oktober   | Thruxton Circuit                | Fabrizio Giovanardi | Vauxhall | Fabrizio Giovanardi | Vauxhall | Mat Jackson         | BMW      |

## Slutställning
| Pl. | Förare              | Märke    | Poäng | Segrar |
| --- | ------------------- | -------- | ----- | ------ |
| 1   | Fabrizio Giovanardi | Vauxhall | 300   | 10     |
| 2   | Jason Plato         | SEAT     | 295   | 6      |
| 3   | Gordon Shedden      | Honda    | 200   | 4      |
| 4   | Matt Neal           | Honda    | 195   | 1      |
| 5   | Colin Turkington    | BMW      | 184   | 3      |
| 6   | Darren Turner       | SEAT     | 160   | 3      |
| 7   | Mat Jackson         | BMW      | 158   | 2      |
| 8   | Mike Jordan         | Honda    | 131   | 0      |
| 9   | Tom Chilton         | Vauxhall | 130   | 0      |
| 10  | Tom Onslow-Cole     | BMW      | 109   | 1      |